# Campylospermum lunzuensis
Campylospermum lunzuensis är en tvåhjärtbladig växtart som först beskrevs av N.Robson, och fick sitt nu gällande namn av Biss.. Campylospermum lunzuensis ingår i släktet Campylospermum och familjen Ochnaceae. Inga underarter finns listade i Catalogue of Life.